# Hohe Pressing
Hohe Pressing – szczyt w Alpy Gurktalskie, paśmie Alp Noryckich, części Alp Wschodnich. Leży w Austrii w Karyntii. Szczyt ten leży na zachodzie Alp Gurktalskich dlatego bardzo dobrze widać z niego Wysokie Taury, szczególnie Hochalmspitze. Sąsiaduje z Peitlernock (2244 m) i Baerenaunock (2292 m).